# Edmund Barton
Sir Edmund Barton (1849. január 18. – 1920. január 7.) ausztrál politikus és bíró, Ausztrália első miniszterelnöke és az ausztráliai Legfelsőbb Bíróság egyik alapítója.
Ausztrália első miniszterelnökeként Barton többé-kevésbé nemzeti szimbólummá vált. Legismertebb mondása: „Most első ízben van a kontinensnek nemzete és a nemzetnek kontinense”.
A legfontosabb hozzájárulása Ausztrália történelméhez a szövetségi mozgalom vezetése volt az 1890-es években. Miután 1901-ben az első általános választásokon miniszterelnökké választották, 1903-ban lemondott hivataláról és a Legfelsőbb Bíróság tagjaként dolgozott.

## Fordítás
- Ez a szócikk részben vagy egészben az Edmund Barton című angol Wikipédia-szócikk ezen változatának fordításán alapul.  Az eredeti cikk szerkesztőit annak laptörténete sorolja fel. Ez a jelzés csupán a megfogalmazás eredetét és a szerzői jogokat jelzi, nem szolgál a cikkben szereplő információk forrásmegjelöléseként.